# 22 Kompania Zaopatrywania Artylerii

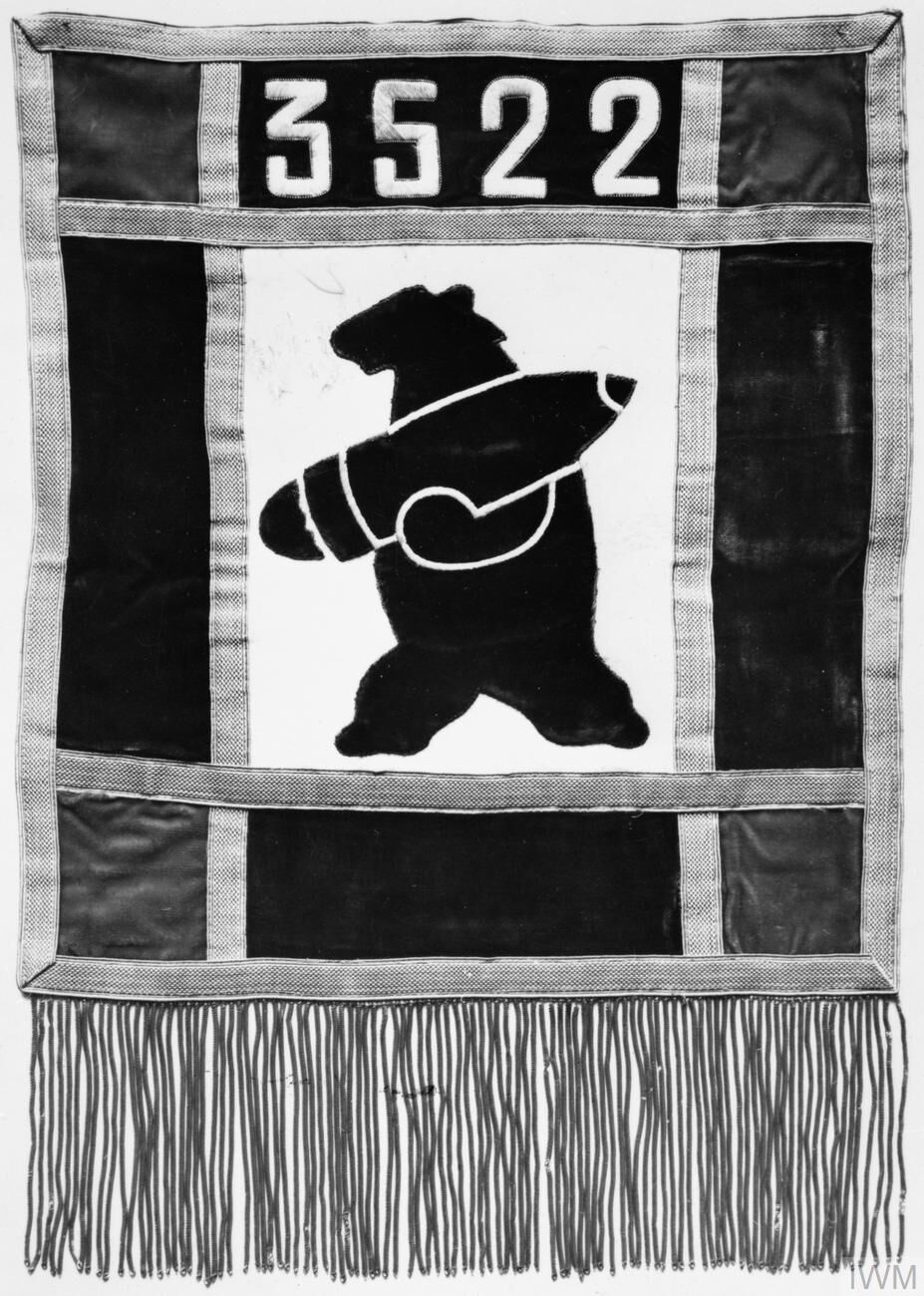
Proporzec Kompanii

Oznaka rozpoznawcza kompanii

22 Kompania Zaopatrywania Artylerii – pododdział Służby Zaopatrywania i Transportu Polskich Sił Zbrojnych.

## Historia 22 Kompanii
22 Kompania Zaopatrywania Artylerii została sformowana w 1943 roku w składzie 2 Korpusu Polskiego. Do zadań kompanii należało zaopatrzenie w amunicję 2 Grupy Artylerii. Szlak bojowy kompanii wiódł przez Cesarstwo Iranu, Królestwo Iraku, Syrię, Palestynę, Królestwo Egiptu. W 1944 roku została przemianowana na 22 Kompanię Transportową. W latach 1944–1945 walczyła w kampanii włoskiej, między innymi w bitwie o Monte Cassino.

## Struktura organizacyjna
22 Kompania Transportowa (22 Kompania Zaopatrywania Artylerii):
- 61 Pluton Zaopatrywania Artylerii
- 62 Pluton Zaopatrywania Artylerii
- 63 Pluton Zaopatrywania Artylerii
- 64 Pluton Zaopatrywania Artylerii
- 65 Pluton Zaopatrywania Artylerii

## Niedźwiedź Wojtek
Najbardziej niezwykłym „żołnierzem” kompanii był niedźwiedź syryjski o imieniu Wojtek, którego żołnierze tej jednostki kupili w Iranie od przygodnie spotkanego chłopca. W trakcie służby niedźwiedź urósł tak bardzo, że jego opiekunowie nie byli już w stanie go wyżywić, oddając mu część własnych porcji, i musieli oficjalnie wciągnąć go do ewidencji 22. Kompanii Zaopatrywania Artylerii jako żołnierza. Niedźwiedź w randze szeregowca otrzymał własną książeczkę wojskową oraz żołd w postaci owoców, słodkich syropów, marmolady, miodu oraz piwa. Miś stał się maskotką oddziału i logo z jego wizerunkiem stało się jej znakiem rozpoznawczym. Było malowane na wszystkich pojazdach kompanii oraz ozdabiało mundury żołnierzy. Według wspomnień towarzyszy Wojtka, niedźwiedź miał nosić skrzynki z amunicją pod Monte Cassino.

## Odznaka kompanii
Odznaka specjalna: wykonana z białego metalu, oksydowana. Widniał na niej Wojtek na tle kierownicy z zielono czerwonym trójkątem. Odznakę noszono na kołnierzach i na beretach.

Wymiary – 31 mm

## Kontynuacja tradycji
Z dniem 4 marca 2014 roku tradycje Kompanii przejął i z honorem kultywuje Batalion Logistyczny 5 Lubuskiego Pułku Artylerii w Sulechowie.